# Rauno Bies
Rauno Bies (Kuusankoski, 30 ottobre 1961) è un tiratore a segno finlandese vincitore di una medaglia di bronzo ai Giochi olimpici di Los Angeles 1984.

## Palmarès
| Anno | Manifestazione  | Sede        | Evento      | Risultato | Prestazione | Note |
| ---- | --------------- | ----------- | ----------- | --------- | ----------- | ---- |
| 1984 | Giochi olimpici | Los Angeles | Pistola 25m | Bronzo    | 591         |      |